# 一条岬
一条 岬（いちじょう みさき）は、日本の小説家。愛知県出身。

## 経歴・人物
2019年10月、投稿作『心は君を描くから』が第26回電撃小説大賞のメディアワークス文庫賞を受賞。
改題した作品『今夜、世界からこの恋が消えても』でメディアワークス文庫からデビュー。
同作の実写映画が道枝駿佑と福本莉子のW主演により2022年7月29日に日本で公開。監督は三木孝浩、脚本は月川翔と松本花奈、音楽は東京事変の亀田誠治が担当する。10月27日には香港で、11月11日には台湾で、11月17日にはタイで、11月30日には韓国で映画が公開。
2022年8月12日、映画大ヒット御礼舞台挨拶にて、主演を務めた道枝と福本に感謝の手紙を送り二人を感激させる。同舞台挨拶では福本により、試写会で満面の笑みで帰っていたと伝えられた。
趣味は料理と読書。尊敬する人は祖父母。好きな動物はジュゴン。苦手な動物は蜂と蛇。

## 売り上げ・ランキング
『今夜、世界からこの恋が消えても』は2022年2月時点で韓国で20万部を突破しており、2022年12月にはシリーズの累計部数が75万部を突破。国内の年間文庫本ランキングで7位となる。
2023年1月、韓国で『今夜、世界からこの恋が消えても』の映画の累計観客動員数が100万人を超え、アニメ映画を除く2000年代以降に公開された邦画の中で最高記録となった。2月には実写の邦画として歴代2位になる。
韓国における2023年上半期ベストセラー小説部門では『今夜、世界からこの恋が消えても』が5位に、続編の『今夜、世界からこの涙が消えても』が13位を記録。
2024年4月、『今夜、世界からこの恋が消えても』のシリーズ累計部数が110万部を突破した。

## 受賞・候補歴
- 2019年10月 『今夜、世界からこの恋が消えても』 - 第26回電撃小説大賞 メディアワークス文庫賞

## 作品リスト

### 単行本
- 『今夜、世界からこの恋が消えても』（メディアワークス文庫、2020年2月22日）
- 『君が最後に遺した歌』（メディアワークス文庫、2020年12月25日）
- 『今夜、世界からこの涙が消えても』（メディアワークス文庫、2022年6月24日)
- 『嘘の世界で、忘れられない恋をした』（メディアワークス文庫、2023年3月23日）
- 『さよならの仕方を教えて』（メディアワークス文庫、2024年6月25日）

### その他の短編作品
- 『恋と涙と、透明なものたち』（2022年8月05日）[14]
- 『穴があったら入りたい』（メディアワークス文庫、2024年12月25日）「君に贈る15ページ」に収録

## メディア・ミックス

### 映画
- 今夜、世界からこの恋が消えても（2022年07月29日公開、配給：東宝、監督：三木孝浩、主演：道枝駿佑・福本莉子）

### ミュージカル
- 今夜、世界からこの恋が消えても（2025年06月13日 - 8月24日、演出：イ・デウン）